# Archaeochlus glacialis
Archaeochlus glacialis är en tvåvingeart som beskrevs av Lars Zakarias Brundin 1966. Archaeochlus glacialis ingår i släktet Archaeochlus och familjen fjädermyggor. Inga underarter finns listade i Catalogue of Life.